# Solón
Solón (en griego Σόλων) (c. 638 a. C.-558 a. C.) fue un poeta, reformador político, legislador y estadista ateniense, considerado uno de los Siete Sabios de Grecia.
Gobernó en una época de graves conflictos sociales, producto de una extrema concentración de la riqueza y poder político en manos de los eupátridas, nobles terratenientes de la región del Ática. Su Constitución del año 594 a. C. implicó una gran cantidad de reformas dirigidas a aliviar la situación del campesinado asediado por la pobreza, las deudas (que en ocasiones conducían a su esclavización) y un régimen señorial que lo ataba a las tierras de su señor o lo conducía a la miseria. En particular, se distinguen las reformas institucionales y el nuevo sistema censitario creados con objeto de abolir la distribución de los derechos políticos basada en el linaje del individuo y, en su lugar, constituir una timocracia. Como resultado, los estratos medios obtuvieron una mayor cuota de poder político, pero los estratos más bajos no consiguieron que fuese oído su reclamo de una nueva repartición de tierras, que en un principio anhelaban.

## Biografía
Según Plutarco, es probable que Solón fuese hijo de Execéstidas, descendiente de Codros y, por tanto, de ascendencia Melántida, aunque Dídimo de Alejandría lo tiene por hijo de Euforión. Su madre, afirma Plutarco siguiendo a Heráclides Póntico, fue una prima de la madre de Pisístrato. Durante su juventud, tras caer su familia en la pobreza, hubo de dedicarse al comercio y a escribir poesía. En principio realizaba esto último sin otro fin que el de entretenerse, pero progresivamente fue volcando el tono de sus versos hacia un costado más filosófico y político.
De acuerdo siempre con Plutarco, la iniciativa de Solón en empresas comerciales correspondió más a un afán de aventura y conocimiento que a uno de lucro. El autor resalta la austeridad de la vida del joven Solón, y destaca algunos de sus versos al respecto, en los que el poeta no distingue diferencia entre...
Siendo Solón aún joven finalizó la guerra que Atenas mantenía con Megara por la posesión de Salamina. Aquel, de acuerdo a Plutarco, se dirigió a la plaza y recitó un poema elegíaco denominado Salamina, con el que convenció a los atenienses de que no debían rendirse. La guerra volvió a establecerse con Solón a la cabeza y, finalmente, Salamina fue recuperada.
Algunos autores antiguos le reconocen a Solón un papel decisivo en la «primera guerra sagrada», como agitador de los anfictíones en su guerra contra Cirra por el dominio del templo de Delfos.
Su fama de moderado en una época marcada por los conflictos entre un bando popular y la aristocracia antigua lo llevó al arcontado y a que se le otorgara un poder especial para legislar e introducir cambios en la forma de gobierno.

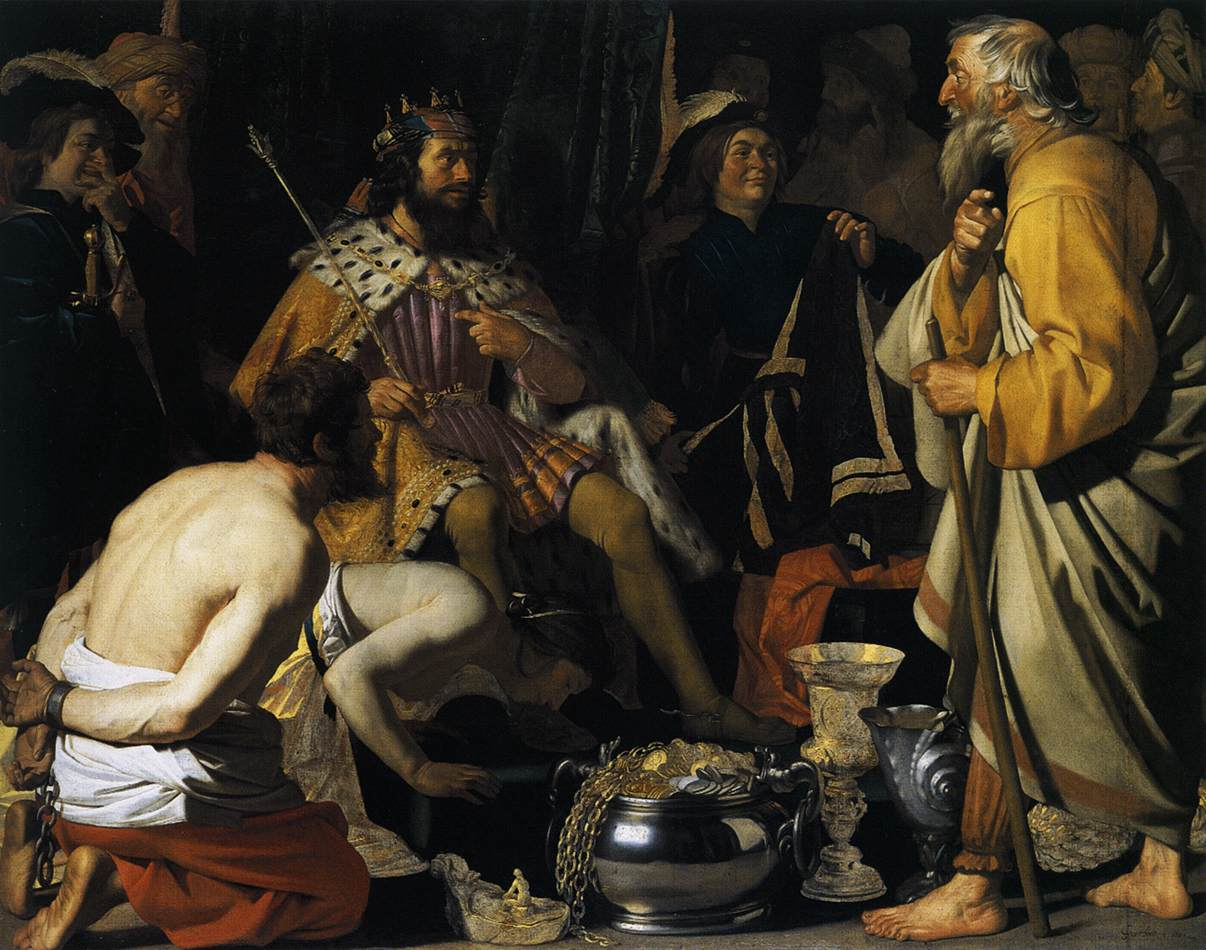
Solón ante Creso durante su visita a Sardes, por Gerrit van Honthorst.

Sin embargo, aunque sus leyes resolvían varios problemas de la sociedad ateniense, no era suficiente para las clases más bajas, que esperaban medidas más radicales, sobre todo en lo relacionado con la cuestión agraria y la repartición de tierras. Solón en cambio buscaba el justo medio, atribuyéndosele la frase ”guarda todo con mesura”.
Dejó a los atenienses por el lapso de 10 años, en los que debían respetar las leyes, cosa que no ocurrió, y recorrió varios países como Chipre, Lidia y Egipto, de donde obtendrá —a partir de varios sacerdotes— el relato de la Atlántida, conservado por Critias y después ampliado y adaptado por Platón en sus diálogos Timeo y Critias, regresando a Atenas durante el gobierno del tirano Pisístrato, que se mantuvo respetuoso con el viejo legislador. Debatió sobre el sentido de la ley con el filósofo Anacarsis —el escita— y falleció el año 558 a. C.
Heródoto relata que en su viaje a Lidia, Solón se entrevistó con el rey Creso. Según la leyenda, convencido el monarca de ser el hombre más dichoso del mundo, consultó a Solón sobre quién era, a su juicio, el más afortunado entre los hombres. Solón dio algunos nombres, todos de personas fallecidas. Consternado Creso por no haber sido nombrado entre ellos, le preguntó si en tan poco apreciaba su prosperidad. A esto, Solón respondió diciendo que no le era posible ponderar la dicha de un hombre vivo, pues su fortuna es caprichosa y, por tanto, solo puede ser evaluada una vez que el individuo ha muerto. La mayoría de la crítica —incluso Plutarco— considera poco probable que este encuentro se haya producido alguna vez, puesto que a sus dificultades cronológicas se añade el evidente carácter legendario del relato.

## Labor política

### Contexto histórico
La comunidad ateniense, aunque fundamentalmente agrícola en la época, había alcanzado, desde los comienzos de su unificación política, una estratificación social ya bastante avanzada. Los eupátridas o «bien nacidos», nobles terratenientes de la zona del Ática, eran dueños de la mayor parte de la tierra y señores de una considerable proporción de la población. Al respecto, señala Aristóteles:

Los pobres se hallaban esclavizados no sólo ellos en persona, sino también sus hijos y sus mujeres, Recibían la denominación de pelates y hectemorioi («los de la sexta parte»), pues precisamente bajo tales condiciones labraban las tierras de los ricos. Y, en general, la tierra estaba en manos de unos pocos. Y si los indigentes no abonaban el precio del arriendo, se los podía llevar esclavizados, a ellos y a su prole. También los préstamos se aseguraban mediante la esclavización personal (...)
Aristóteles, Constitución de los atenienses 2.2.

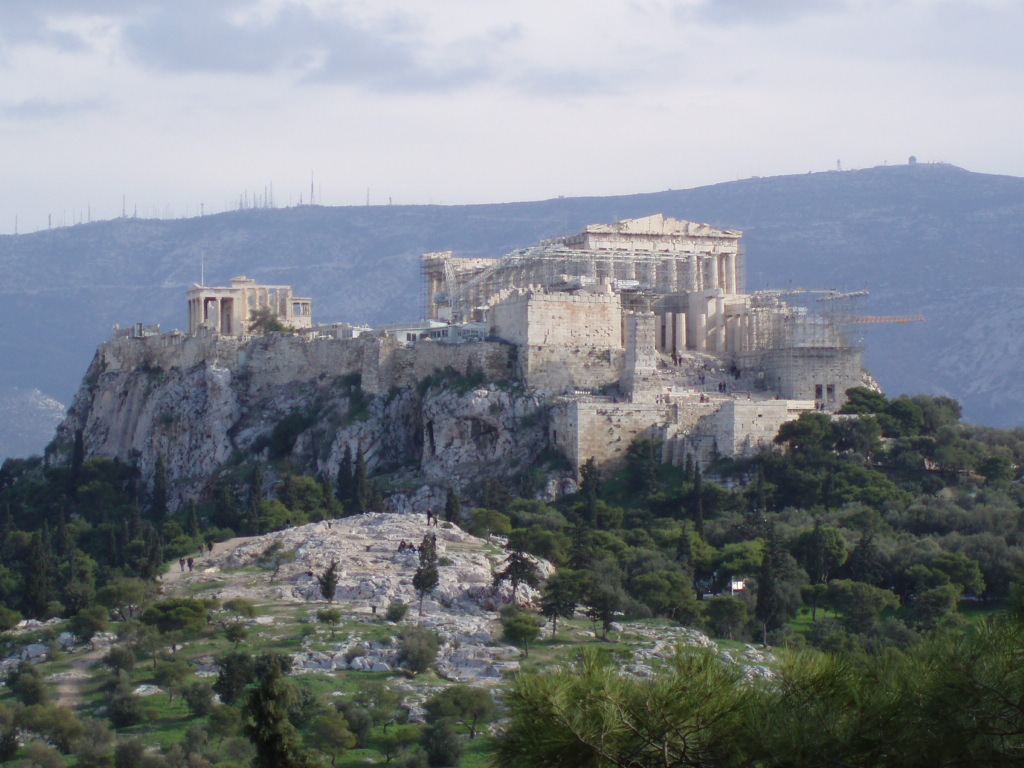
Areópago y Acrópolis de Atenas.
Las tierras poseídas por los eupátridas se ubicaban principalmente en las llanuras del norte y noroeste de Atenas, siendo éstas las zonas más fértiles de toda la región ática.

El estrato intermedio entre eupátridas e indigentes, lo constituían dos grupos: geomoros (o geomori), agricultores dueños de escasas tierras en zonas infértiles; y los demiurgos (o demiurgi), artesanos sin tierras. Con el progresivo desarrollo del comercio marítimo ático y la exportación de artesanías, los sectores carentes de tierras productivas (pequeños productores rurales, artesanos, mercaderes, etc.) se concentraron en Atenas, su puerto (Pireo) y la costa (Paralia); junto con los metecos, inmigrantes sin derechos políticos e incluso sin derecho a la posesión de casa propia.
Al caer la monarquía, el poder político se basó en un gobierno de nueve arcontes, elegibles año a año exclusivamente por los eupátridas. Al abandonar sus cargos, los exarcontes ingresaban al Areópago, órgano de autoridad indiscutible, que representaba la instancia superior para la mayor parte de los asuntos y poseía el voto decisivo en la elección de los arcontes. De tal manera, los eupátridas tuvieron en sus manos, a la vez que la concentración del poder económico, la concentración absoluta del poder político ateniense.
Durante los siglos VII y VI a. C., se produjo la sublevación y posterior lucha de los atenienses contra los eupátridas y sus instituciones. Los más pobres reclamaban, ante todo, un nuevo reparto de tierras y la abolición del derecho vigente sobre el endeudamiento. Los estratos medios, por su parte, en tanto ya poseían cierta estabilidad económica, ansiaban ante todo el poder político, por lo que exigían la anulación de los privilegios políticos de los eupátridas.
Las leyes de Dracón, redactadas hacia el 621 a. C., se promulgaron en el contexto de este enfrentamiento y, si bien pueden ser interpretadas como una reafirmación escrita de las leyes vigentes y benefactoras de la aristocracia, también, desde otro ángulo, pueden ser consideradas como la primera delimitación legislativa, clara y definida, que acotaba la arbitrariedad de los jueces hasta entonces basados en el Derecho consuetudinario.
A comienzos del siglo VI a. C. el enfrentamiento había llegado a un punto sin retorno. Desde tiempo atrás la situación entre las dos facciones antagonistas estaba bloqueada. Aristóteles se refiere al clima entonces reinante:

La mayoría del pueblo se hallaba subyugado por unos pocos, y el pueblo se había sublevado contra los nobles. El alboroto era muy fuerte, y durante largo tiempo unos lucharon contra otros.
Aristóteles, op. cit. 5.2

En este clima de stásis (guerra civil), los dos partidos le eligieron como magistrado de la ciudad a este poeta-soldado:

[algún otro] no hubiera podido contener al pueblo [...] Pero yo, entre éstos, como en el espacio entre dos ejércitos, me erigí como un mojón.
Loreux, Nicole, op. cit., p. 174

Estos dos versos son citados por Aristóteles, quien juzgó conveniente transmitirlos. Aristóteles, aludiendo a la división tradicional de las ciudades entre ricos y pobres, opone una definición de toda ciudad constituida en tres partes. La tercera es la más importante, dado su posición intermediaria entre los antagonistas: desde el centro se distinguen los extremos más claramente. A este mesón político le corresponde la forma media de politeia (constitución), en tanto «que es la única que está a salvo de la guerra civil» Las ciudades pequeñas, según el «estagirita» están expuestas a disturbios porque es «fácil dividir a la población en dos sin que quede nada en medio».
En el año 594 a. C., Solón fue elegido arconte y árbitro (diallaktés), asumiendo poderes extraordinarios. Según Aristóteles, contó tanto con el apoyo de los eupátridas como con el de los no nobles, en tanto ambas partes lo veían como defensor de sus respectivos intereses. 

Por su origen y por su notoriedad, Solón se contaba entre las primeras personalidades en el país, y por sus condiciones económicas, en la clase media.
Aristóteles, op. cit.

Fue, pues, elegido Arconte, después de Filómbroto, y juntamente medianero y legislador: a satisfacción de los ricos, por ser hombre acomodado, y de los pobres, por la opinión de su probidad.
Plutarco, Vidas paralelas: Solón, XVI.

Al asumir como arconte, Solón se propuso realizar una serie de reformas que quedaran plasmadas en una nueva Constitución ateniense.

### Reformas constitucionales

#### Sistema censitario
Solón organizó un sistema timocrático, que significó la división de la población no extranjera y libre en cuatro clases según el volumen (en medimnos o medimnoi) de su producción agraria. Para los sectores que no obtenían ingresos de la tierra, se confeccionó una equivalencia (v.gr., un medimno de cereales o una oveja valían una dracma; un buey, cinco). De este modo, los derechos políticos de cada individuo dejaban de establecerse de acuerdo a su linaje y pasaban a considerarse en arreglo a su riqueza. A su vez, la división servía para organizar la milicia.
La clase más alta fue la de los pentacosiomedimnos (Pentakosiomedimnoi), que tenían ingresos de 500 medimnos o más. Disponían de la plenitud de sus derechos políticos y podían elegir o ser electos para cualquier cargo gubernamental (incluido el de arconte). En tiempos de guerra, ejercían los más altos cargos militares y se les encomendaba a sus miembros el suministro de los recursos necesarios. En particular, debían hacer entrega de las denominadas «liturgias», que incluían el armamento de un barco de guerra (trierarquía), la financiación de una embajada en el extranjero y el montaje de una pieza teatral (coregía).
La segunda clase fue la de los hippeis, con ingresos superiores a los 300 medimnos. Contaban con los mismos beneficios políticos que los primeros. Estos debían prestar servicio como caballeros y mantener el caballo por su cuenta.
La tercera de las clases la constituyeron los zeugitas (zeugitai), cuyos ingresos superaban los 200 medimnos. Este grupo no podía ser electo ni participar en la elección del arconte, aunque sí en la de los demás cargos y sus integrantes ser electos para ellos. Debían integrarse a los hoplitas (milicia de infantería pesada) y cargar con los costos de sus armas.
La última clase estaba formada por los tetes (thetes), de ingresos inferiores a los 200 medimnos. No podían ser electos para ningún cargo; pero podían, en cambio, participar en la elección de aquellos cargos que no fueran el arcontado. Este grupo, en tiempos de guerra, constituía la infantería ligera y el grueso de los remeros de la flota de Atenas.

#### Poder político e instituciones
El areópago o Consejo Aristocrático, en época monárquica había sido el Consejo del Rey y, durante la época de los nueve arcontes, tribunal supremo en asuntos de justicia.  Se le denominaba Bulé, pero cambió su nombre cuando Solón creó la nueva Bulé. En época de Solón fue mantenido como un consejo prestigioso que supervisaba el gobierno de la ciudad, el trabajo de los magistrados, opinaba sobre el gobierno y actuaba como tribunal para delitos graves y de sangre. Sin embargo, ya no participaba directamente en asuntos administrativos. 
La administración y el quehacer legislativo de la ciudad quedó a cargo fundamentalmente de la asamblea popular (Ekklesía) y de la bulé, ambos organismos establecidos por Solón. Esta última consistía en un Consejo de cuatrocientos ciudadanos (cien de cada tribu o filai del Ática). Se cree que se ocupaba de proponer leyes, de preparar las reuniones de la ekklesía y, en general, de realizar las funciones que previamente tenía a su cargo el areópago. La ekklesía o «asamblea popular» era la que tomaba todas las decisiones de política interior, exterior, legislativa, judicial y ejecutiva, pero necesitaba la aquiescencia y consejo del areópago y la bulé. La ekklesía elegía a los arcontes, y por tanto, elegía indirectamente a los nuevos miembros del areópago. Estaba compuesto por todos los ciudadanos mayores de dieciocho años, varones. Delegaba su poder ejecutivo en los nueve arcontes y su poder judicial en el areópago (tribunal para los casos de homicidio voluntario) y en la heliea (tribunal ciudadano).
La heliea era el tribunal de justicia supremo, compuesto por ciudadanos elegidos por sorteo.

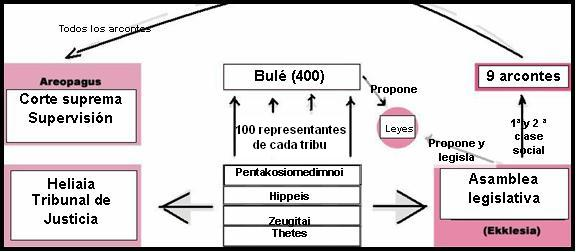
Solón es el autor de la Constitución Ateniense del año 594 a. C.

### Legislación y Reformas Sociales

#### Reformas agrícolas
En una de sus primeras medidas como arconte, Solón anuló las deudas contraídas por los campesinos según las leyes anteriores, y estos recuperaron sus tierras embargadas. La legislación al respecto fue denominada seisachteia o «supresión de cargas». 
El alcance de dicha anulación no está del todo claro. Aristóteles, Plutarco y Diógenes Laercio interpretaron que la medida anulaba todas las deudas. Dionisio de Halicarnaso, en cambio, consideró que los efectos alcanzaban solamente a los deudores más indigentes; y Androción, orador y político discípulo de Isócrates, opinó que no significaba otra cosa que la disminución de los intereses de las deudas contraídas.
Por su parte, el mayor reclamo de los menos privilegiados, que consistía en una nueva repartición de tierras, no fue considerado.

#### Abolición de la esclavitud por deudas
En su legislación, Solón derogaba la ley vigente en ese entonces según la cual era posible cobrar deudas mediante la esclavitud del deudor y sus familiares (hektemoroi). La nueva ley amparaba exclusivamente en lo sucesivo la retribución mediante bienes. Una vez que ésta entró en vigencia, el arconte compró esclavos con el fin de liberarlos. Esto constituyó un cambio de gran importancia, puesto que, al prohibirse la esclavitud del deudor, se estaba prohibiendo en sí la esclavitud del ateniense.

#### Política económica
Algunas de sus leyes en materia económica prohibían la exportación de cereales fuera de la región del Ática pero estimulaban la exportación de aceite de oliva. Se dispuso el orden y los métodos a emplear en la plantación y se reguló la forma de cavar y hacer uso de los pozos. Se estimularon las labores artesanales y se redactó una ley que obligaba al padre a enseñar un oficio a sus hijos, quedando estos, en caso de no haber recibido dicha educación, eximidos de la obligación de mantenerlo durante la ancianidad, tal como era costumbre en la época. Entre las medidas que pretendían evitar el ocio en términos económicos, Solón, si bien mantuvo la ley de Dracón al respecto, modificó el castigo de pena capital por el de multas y privación de derechos civiles (atimia).
Por otra parte, si un extranjero se establecía con su familia en Atenas y establecía allí industria o comercio, podía solicitar el derecho de ciudadanía.
La legislación de Solón intentó tanto estimular la actividad productiva como evitar los gastos improductivos. Por ejemplo, se prohibieron los funerales costosos y la inmolación de animales en honor al fallecido. De igual modo, afirma Struve que «se prohibió también erigir sepulcros cuyo costo fuera mayor del de uno que pudieran construir diez personas en el curso de tres días». 
Atenas cambió su unidad de medida, proveniente de Fidón, por una propia; otro tanto hizo con su moneda, que hasta ese momento era la de Egina. La nueva moneda ateniense era más liviana. En su conjunto, estas reformas, que acercaban los sistemas atenienses a los entonces utilizados en Eubea, actuaron favorablemente en la ampliación del comercio de la polis Ática.
Solón modificó también la legislación vigente sobre el derecho de herencia. Estableció el derecho de los individuos varones que no tenían hijos, a testar libremente, pudiendo legar sus bienes a cualquiera, familiar o no. Hasta el momento de dicha reforma, los bienes pasaban automáticamente al patrimonio de la familia del fallecido o a su fratría.

#### Matrimonio
Plutarco adjudica a Solón las primeras leyes atenienses tendientes a cuidar del patrimonio paterno tras el casamiento. Según dicho autor, se estableció que si un hombre casado con una heredera sin hermanos varones no podía darle hijos, ésta tenía derecho a dejarlo y casarse con un pariente, de modo que la herencia que recibía de su padre —y de la que ella no era dueña en su calidad de mujer— se mantuviese en el linaje familiar. El marido de una epíclera, asimismo, quedaba obligado a tener relaciones sexuales con ella al menos tres veces al mes.
Según el mismo autor, además, se eliminó de todo matrimonio la entrega de dote por parte de la esposa, con objeto de reducir las uniones con fines económicos. La novia, al momento de casarse, solamente debía contar con tres vestidos y alhajas de poco valor.

#### Sexualidad
De acuerdo a algunos autores, Solón dio un marco formal a las costumbres sexuales atenienses. En un fragmento de la obra Hermanos del poeta y dramaturgo Filemón se alude al establecimiento de burdeles públicos en Atenas. Esto ha sido interpretado como un intento, por parte de Solón, de «democratizar» el placer sexual y, a su vez, de promover la idea de un ciudadano «dueño de sus placeres». Si bien son varios los autores que ponen en duda la veracidad de este hecho, no deja de ser significativo que, varios siglos después de Solón, existiera un discurso que vinculara a sus reformas la intensificación de la vida sexual ateniense.
Un aspecto importante de su legislación en el ámbito sexual, fue la regulación de la práctica de la pederastia. Ésta, en la Atenas del siglo VII a. C., era aceptada y carecía de reglamentación. Solón redactó ciertas normas destinadas a reglamentar dicha práctica y proteger a los jóvenes libres. En la época en que Solón redactó sus leyes, era frecuente que los jóvenes ejercitaran desnudos en los gimnasios y que fueran seducidos por espectadores maduros. Una norma establecida en el marco de esta reglamentación prohibía el acceso de los hombres esclavos a estos recintos y, en general, cualquier intento de relación amorosa entre esclavos y jóvenes libres. La mencionada reglamentación, que por el hecho de ser tal también implicaba legitimación, se limitó a prescripciones de esta índole.
Plutarco encuentra una explicación para la convivencia de la legislación soloniana con la institución de la pederastia en aspectos de la vida íntima y de las experiencias del mismo Solón:

De la madre de Solón refiere Heraclides Póntico que era prima de la de Pisístrato; y al principio hubo una gran amistad entre los dos por el parentesco y por la buena disposición y belleza, estando enamorado Solón de Pisístrato, según la relación de algunos. [...] Por otra parte, que Solón no se dominaba en punto a inclinaciones desordenadas, ni era fuerte para contrarrestar al amor como con mano de atleta, puede muy bien colegirse de sus poemas, y de la ley que hizo prohibiendo a los esclavos el usar de ungüentos y el requerir de amores a los jóvenes, pues parece que puso ésta entre las honestas y loables inclinaciones, y que con repeler de ella a los indignos convidaba a los que no tenía por tales.
 Plutarco, op. cit.

Aristóteles, por su parte, desmiente la relación amorosa entre Solón y Pisístrato. Por otra parte, la autoría de ciertos aforismos pederastas, atribuida por algunas fuentes —entre ellas, Plutarco— a Solón, es atribuida, por otras, a Teognis.

#### Otras reformas
Las reformas de Solón limitaron el dominio ancestral absoluto que un padre tenía sobre su familia. Se prohibió que un hombre vendiera como esclavos a su mujer o hijos o que los expulsara del hogar. Además, el beneficio de manutención a costa de su descendencia se limitó a la comida, ropa y entierro.
Otra reforma consistió en la admisión de todo ateniense como miembro de una Corte de Justicia, así como la posibilidad de apelación ante cualquier fallo judicial.

## Poesía
En sus elegías Solón expresa su conjunto de ideas políticas. Sus versos han llegado hasta nuestros días de manera fragmentaria, a partir de citas de autores antiguos como Aristóteles, Demóstenes, Teofrasto, Diógenes Laercio, Diodoro Sículo y Plutarco. Sin embargo, también existe controversia sobre la veracidad de ciertos fragmentos, y es posible que algunos de los versos que se le atribuyen no sean de su autoría.
En lo que respecta a la autenticidad de la poesía soloniana, destaca el hecho de que, en la antigüedad, era usual atribuir la autoría de las obras de poetas desconocidos o poco populares a otros de renombre. Varios estudiosos han puesto en duda algunos versos atribuidos a Solón por su referencia a hechos todavía no ocurridos; o bien, en otros casos, porque la evidencia recogida les ha adjudicado un origen anterior. Por su parte, es notoria la coincidencia entre varios fragmentos solonianos y algunos de la Theognidea, conjunto de poemas de su contemporáneo Teognis de Megara. En este caso no resulta sencillo dilucidar cuál de ambas es la fuente original, o si existió en cambio una fuente previa que luego fue atribuida, por separado, a ambos poetas.
Durante el siglo IV a. C., las leyes y elegías de Solón eran conservadas por Aristóteles, quien se encargó de compilarlas, y Teofrasto. Presumiblemente, la compilación de Aristóteles se perdió y fue posteriormente recuperada por Apelicón y llevada a Roma por Lucio Cornelio Sila en el 82 a. C., mientras que otra fuente fue comprada por Ptolomeo II. Es posible que los historiadores antiguos que más se dedicaron a estudiar a Solón, como Plutarco, obtuvieran sus fuentes de la biografía del gobernante realizada por Hermipo de Esmirna, o bien, que accedieran a copias no conocidas de la obra de Aristóteles o de las propias leyes.
De acuerdo a Plutarco, Solón comenzó a escribir poesía como pasatiempo, y en un tono más popular que filosófico. Su estilo elegíaco pudo haberse debido a la influencia de Tirteo, si bien incursionó en otros géneros líricos como el troqueo y el yambo, de tono más vital y directo.
En cualquier caso, sus versos son más significativos desde el punto de vista histórico, como testimonio escrito de su pensamiento y reformas, que desde el estético.

### La justicia según Solón
En sus elegías, Solón presenta la idea de justicia como un poder divino y como un orden natural y autorregulado. A este respecto, compara la justicia con el mar: «el mar es revuelto por los vientos; mientras alguien no lo mueva, es la más justa de todas las cosas». Gregory Vlastos analiza que, mientras que para Semónides de Amorgos el mar tiene una naturaleza dual en la que alterna su apariencia (a veces calmo, a veces tormentoso o perturbado), para Solón la perturbación no es su estado natural o justo; y si entra en este estado, ha de existir para ello una causa perturbadora. Junto a Gregory Vlastos, es «partidario de esta concepción de la justicia como principio inherente, inmanente al orden social, dentro de un organismo político y con una ley de causalidad semejante a las del mundo físico en los filósofos jonios», Werner Jaeger, en Solon's Eunomie. Están en contra, Eric A. Havelock, H. Lloyd-Jones, quienes aducen un mismo concepto de justicia en Solón que en Hesíodo. En la misma línea se halla Michael Gagarin.
Para Solón, la justicia es un asunto concerniente a la comunidad, en arreglo a dos nociones: la paz común y la «libertad común». Cualquier acto de injusticia que ponga en riesgo la seguridad común amenazará asimismo la seguridad «individual» de cada miembro de esa comunidad; de igual manera, cualquier daño directo a un miembro de la polis será un daño indirecto a ella misma. Y el hecho de que sea «indirecto» solo lo hará más riesgoso en tanto no se podrá predecir el grado o cualidad de sus efectos. De aquí que cualquier injusticia individual deba concernir a todos. Estas consideraciones tuvieron consecuencias prácticas en la legislación de Solón; fue este quien, por primera vez en Grecia, escribió una ley sobre criminalidad por la que se habilitó a cualquier ciudadano, en determinadas circunstancias, a emprender acciones por ofensas hechas a otros, aunque éstas fueran de carácter aparentemente «individual» y no colectivo.
La noción de libertad común nace de la misma base: la esclavitud de cualquiera pone en peligro la libertad de todos. De esta manera, la esclavitud de los campesinos deudores no produce el único efecto de su desgracia personal, sino también un efecto —indirecto e impredecible— sobre la polis. Una ciudad esclavizada por un mal tirano tuvo que ser previamente dividida y la esclavitud individual es una manera de llevar tal empresa a cabo, así como de legitimar la primera. Por otra parte, los esclavos mismos cuentan con el poder necesario para sublevarse y robar a la polis su libertad, es decir, la libertad común. La comunidad debe, por tanto, velar por la libertad de todos sus miembros.
Solón también se refirió a la cuestión agraria en sus elegías:

### Tabla de correlaciones
| Diehl     | Gentili - Pratto | Bergk = West                 | Adrados   | Autor                  | loc. cit.                                         | Título             |
| --------- | ---------------- | ---------------------------- | --------- | ---------------------- | ------------------------------------------------- | ------------------ |
| 1         | 1                | 13                           | 1         | Estobeo                | Eclogae Phisicae, Dialectae et Ethicae III 9, 23  | Elegía a las musas |
| 2, 1-2    | 2, 1-2           | 1                            | 2, 1-2    | Plutarco               | Vidas Paralelas Solón 8, 1                        | Salamina           |
| 2, 3-8    | 2, 3-8           | 2                            | 2, 3-8    | Diógenes Laercio       | Vidas de los filósofos ilustres I, 46             | Salamina           |
| 3         | 3                | 4                            | 3         | Demóstenes             | Discursos 19, 254                                 | Eunomía            |
| 4, 1-3    | 4, 1-3           | 4a                           | 4, 1-3    | Aristóteles            | Constitución de Atenas 5, 2                       |                    |
| 4, 4-8    | 5                | 4c                           | 4, 4-8    | Aristóteles            | Constitución de Atenas 5, 3                       |                    |
| 4, 9-12   | 6                |                              | 4, 9-12   | Plutarco               | Vidas Paralelas Solón III, 2                      |                    |
| 5, 1-6    | 7                | 5                            | 5, 1-6    | Aristóteles            | Constitución de los atenienses 12, 1              |                    |
| 5, 7-10   | 8                | 6                            | 5, 7-10   | Aristóteles            | Constitución de los atenienses 12, 3              |                    |
| 5, 11     | 9                | 7                            | 5, 11     | Plutarco               | Vidas Paralelas Solón XXV, 6                      |                    |
| 6         | 10               | 28                           | 6         | Plutarco               | Vidas Paralelas Solón XXVI, 1                     |                    |
| 7         | 11               | 19                           | 7         | Plutarco               | Vidas Paralelas Solón XXV, 6                      | A Filocipro        |
| 8         | 15               | 11                           | 11        | Diodoro Sículo         | Biblioteca histórica IX, 20, 3                    |                    |
| 9         | 14               | 10                           | 10        | Diógenes Laercio       | Vidas de los filósofos ilustres I, 49             |                    |
| 10        | 12               | 9                            | 8         | Diodoro Sículo         | Biblioteca histórica IX, 20, 2                    |                    |
| 11        | 13               | 12                           | 9         | Plutarco               | Vidas Paralelas Solón III, 6                      |                    |
| 12        | 16               | 25                           | 12        | Plutarco               | Amat. 5 p. 751b                                   |                    |
| 13        | 17               | 23                           | 13        | Platón                 | Lisias 212de                                      |                    |
| 14        | 18               | 24                           | 14        | Estobeo                | Eclogae Phisicae, Dialectae et Ethicae IV, 33, 7  |                    |
| 15        | 19               | 14                           | 15        | Estobeo                | Eclogae Phisicae, Dialectae et Ethicae IV, 34, 23 |                    |
| 16        | 20               | 16                           | 16        | Clemente de Alejandría | Stromateis V, 81, 1                               |                    |
| 17        | 21               | 17                           | 17        | Clemente de Alejandría | Stromateis V, 129, 5                              |                    |
| 18        | 22               | 22 (22a West)                | 18        | Proclo                 | In Tim. 20e                                       |                    |
| 19        | 23               | 27                           | 19        | Filón de Alejandría    | De opificio mundi 104 (I 36, 8)                   |                    |
| 20        | 24               | 26                           | 20        | Plutarco               | Amat. 5 p. 751e                                   |                    |
| 21        | 25               | 29                           | 21        | Pseudo-Platón          | de Iustitia 374a                                  |                    |
| 22, 1-4   | 26               | 20                           | 22, 1-4   | Diógenes Laercio       | Vidas de los filósofos ilustres I, 60             |                    |
| 22, 5-6   | 27               | 21                           | 22, 5-6   | Plutarco               | Vidas Paralelas, Publícola XXIV, 5                |                    |
| 22, 7     | 28               | 18                           | 22, 7     | Pseudo-Platón          | Amat. 133c                                        |                    |
| 23, 1-7   | 29a              | 33                           | 23, 1-7   | Plutarco               | Vidas Paralelas, Solón XIV, 9-15                  | A Foco             |
| 23, 8-12  | 29               | 32                           | 23, 8-12  | Plutarco               | Vidas Paralelas, Solón XIV, 8                     | A Foco             |
| 23, 13-21 | 29b              | 34, 4-5 + 35, 6-7 (34 West)  | 23, 13-21 | Aristóteles            | Constitución de los atenienses 12, 3              | A Foco             |
| 24        | 30               | 36, 3-21 + 31, 6-7 (36 West) | 24        | Aristóteles            | Constitución de los atenienses 12, 4              |                    |
| 25        | 31               | 36, 20-21 (37 West)          | 23, 13-21 | Aristóteles            | Constitución de los atenienses 12, 5              |                    |
| 26, 1-5   | 32               | 38                           | 26, 1-5   | Ateneo de Náucratis    | Deipnosophistae, XIV, 645f                        |                    |
| 26, 6-7   | 33               | 39                           | 26, 6-7   | Pólux                  | Onomástico X, 103                                 |                    |
| 26, 8     | 34               | 40                           | 26, 8     | Frínico                | Ecl. 374 (p. 396 Lobeck - 484 Rutherford)         |                    |
| 27        | 35               | 30                           | 23, 13-21 | Pseudo Digeniano       | 2,99 (Paroem. Gr. I, 213, 11)                     |                    |
| 28        | 40               | 31                           | 28        | Plutarco               | Vidas Paralelas, Solón III, 5                     |                    |
| 29        | 37               | 43 West                      | 29        | Choric. Gaz. Or.       | 2,6 (p. 29, 10 Forester-Richtsteig)               |                    |